# Albert Roussel
Albert Charles Paul Marie Roussel (Tourcoing, 5 d'abril de 1869 - Royan, 23 d'agost de 1937) va ser un compositor francès.

## Biografia
La primera vocació de Roussel va ser la matemàtica. També va passar un temps en l'Armada Francesa, i des del 1889 fins al 1890 va formar part de la tripulació de la fragata Iphigénie en les aigües d'Indo-xina. Aquests viatges el van influir des del punt de vista creatiu, i la major part de les seues obres reflecteixen el seu interès pels 
indrets llunyans i exòtics.
Després d'abandonar l'Armada l'any 1894, va començar a estudiar la música d'una manera sistemàtica, estudis que es van allargar fins a l'any 1907. Un dels seus mestres va ser Vincent d'Indy. Mentre estudiava, també es va dedicar a l'ensenyament, comptant-se entre els seus alumnes Satie i els joves Marcel Orban, Stan Golestan, Edgard Varèse i Alexis Roland-Manuel.
Durant la Primera Guerra Mundial va servir — com també ho va fer Ernest Hemingway — com a conductor d'ambulància en el front oest. Després de la guerra, va traslladar-se a Normandia, on va consagrar-se a la composició. En aquest període també donava classes magistrals a París on tingué entre altres alumnes a Knudage Rilsager, Julio César Brero.
Per temperament, Roussel era un classicista. Les seues primeres obres van estar molt influïdes per l'impressionisme, però després va trobar un estil personal, més formal en el disseny de les obres, amb una punyent estructura rítmica, i amb un tractament particular de la tonalitat, diferent de l'aplicat pels seus contemporanis, com ara Debussy, Ravel, Satie, o Stravinski. Tot i haver estat criticat per un estil orquestral pesant, potser a causa de la comprensible comparació amb la lleugeresa i subtilesa dels seus compatriotes; estètica que ell mai no va compartir, si es compara la seua música amb els exponents de la música romàntica alemanya, no pot qualificar-se de vertaderament bigarrada.
Roussel també es va mostrar interessat pel jazz, i va compondre una obra per a veu i piano titulada Jazz dans la nuit, que presenta un interessant contrast enfront d'altres obres d'inspiració jazzística de compositors francesos contemporanis, com ara el segon moviment de la Sonata per a violí de Ravel o La Création du Monde de Darius Milhaud.
Va compondre nombrosos ballets, quatre simfonies, suites orquestrals, un concert per a piano, un concertino per a violoncel i orquestra, música incidental, i gran quantitat de música de cambra, obres per a piano i cançons. Moltes de les seves obres de música de cambra foren estrenades per Armand Parent en els seus concerts amb el Quartet Parent a París.

## Obres principals

### Música de cambra
- Andante et Scherzo per a flauta i piano
- Sonata núm. 2 per a violí op 28 (1924)
- Joueurs de flûte op 27 (1924)
- Prélude et Fugue, per a piano
- Quartet de corda, op 45 (1931-1932)
- Quintet de corda
- Segovia, per a guitarra
- Sérénade
- Trio per a piano
- Trio de corda
- Trio núm. 2 per a flauta, viola i violoncel op. 40 (1929)
- Tres Peces, per a piano

### Música orquestral
- Concert per a petita orquestra
- Concertino per a violoncel
- Concert per a piano
- Évocations
- Pour une Fête de printemps
- Rhapsodie flamande
- Résurrection
- Sinfonietta
- Suite en fa
- Simfonia núm. 1 op 7 "Le Poème de la forêt" (1904-1906)
- Simfonia núm. 2 op 23 (1919-1921)
- Simfonia núm. 3 op 42 (1929-1930)
- Simfonia núm. 4 op 53 (1934)

### Música vocal
- Deux poèmes chinois
- Odes anacréontiques
- Quatre poèmes de Regnier
- Deux idylles
- Deux mélodies de Ville
- Deux poèmes de Ronsard
- Évocations (1913)
- Psaume 80

### Ballets
- Le festin de l'araignée (1913)
- Bacchus et Ariane (1931)

### Òpera
- Padmâvatî (1923)
- Le Testament de la tante Caroline (1936)

### Piano
- Divertissement
- Rustiques
- Sonatina op 16 (1912)
- Suite
- L'accueil des muses (1920)